# Albatros (cacciasommergibili)
L'Albatros è stato un cacciasommergibili (e successivamente una torpediniera) della Regia Marina.

## Storia e caratteristiche
In servizio a fine 1934, l’Albatros fu un mezzo sperimentale, la prima unità antisommergibili della Regia Marina. Inizialmente era previsto anche un complesso binato di tubi lanciasiluri da 450 mm, che tuttavia non furono mai installati.
Si trattò di una unità dalla scarsa riuscita, che non fu mai riprodotta, sebbene si fosse inizialmente progettato di costruire una serie di 24 unità similari. Probabilmente in questa decisione (per molti versi miope) giocò anche il desiderio di una parte (minoritaria) della marina e (maggioritaria) del governo e del PNF di concentrare le risorse della marina sulle corazzate (anche con inutili ricostruzioni di vecchie unità) e gli incrociatori specie pesanti (o prolungando il servizio di quelli meno moderni, sovente riclassificati cacciatorpediniere subito prima della seconda guerra mondiale), lesinando i fondi per le navi di scorta e per le sperimentazioni scientifico/tecniche.
Ritenuta una nave “di seconda linea”, nel 1935 (secondo altre fonti 1937) subì lo sbarco dei due cannoni da 100/47 mm (destinati all'imbarco su sommergibili), che furono sostituiti con altrettanti pezzi da 102/35 Mod. 1914 più antiquati. Nel 1937 un complesso binato Breda Mod. 31 da 13,2 mm fu rimpiazzato con due mitragliere singole da 8 mm.
Sebbene non imbarcasse alcun armamento silurante, nel 1939 venne riclassificato torpediniera. Nel corso di lavori di modifica, durante tale anno, imbarcò anche due mitragliere contraeree Breda 37/54 e un ecogoniometro (fu la prima unità italiana a imbarcare tale strumento).
Durante la seconda guerra mondiale al comando del capitano di corvetta Alessandro Mazzetti di Pietralata, ebbe base a Messina. Fu impiegato in pattugliamenti e caccia antisommergibile nello stretto di Messina e in missioni di scorta di breve durata lungo le coste orientali della Sicilia.
Il 22 giugno 1940 fu protagonista di una prima e infruttuosa azione antisommergibile.
Il 16 luglio dello stesso anno l’Albatros, in navigazione al largo di Augusta, fu fatto oggetto del lancio di alcuni siluri da parte del sommergibile britannico Phoenix: dopo aver evitato le armi, la nave italiana passò al contrattacco con bombe di profondità, affondando il Phoenix con tutto il suo equipaggio di 55 uomini in posizione 37°15' N e 15°15' E.
Funse inoltre di scorta al grande transatlantico Rex nel suo ultimo viaggio che lo portò da Genova (da dove partì il 6 giugno 1940) a Pola e da lì, il 15 agosto, a Trieste.
Il 27 settembre 1941 l’Albatros (passato al comando del tenente di vascello di complemento Torquato Serio) fu silurato dal sommergibile britannico Upright e s'inabissò 8 miglia a nordovest di Capo Rasocolmo, non lontano da Messina. 36 uomini persero la vita, mentre i sopravvissuti furono 47, compreso il comandante.
Complessivamente l'unità aveva svolto 57 missioni di guerra, principalmente nelle acque siciliane e nel Mar Ionio.